# 碧水議會
碧水議會（英語：Pittwater Council）曾經是澳大利亚的一個地方政府，位於新南威尔士州悉尼市以北的30公里處；因奇特的自然風景，而成為悉尼地區最著名的觀光勝地之一。2016年區域改組後，曼利、碧水與華令加一帶被納入新設立的北部灘議會。

## 沿革
碧水初於1788年發現，彼時是英國在澳大利亚建立了第一塊殖民地的一年；碧水一帶的居民為澳大利亞原住民。爾後於1800年因殖民地首任長官亞瑟·菲利普總督的命名而定，此源於後來成為英國首相的小威廉·碧特之讚辭『the finest piece of water I ever saw』。
碧水1800年代初期，經開發成為新港口，由於港口建設而帶來當地的產業發展，包括羊隻、砂石、黑礦物泥等第一產業；當年採黑泥之地如今已闢為公園。

## 交通
長期以來，地方上一直為了是否興建一條鐵路至碧水來而爭議著。由於鐵路的興建不一定對當地的旅遊加分，因此至今民眾前往碧水時，選擇上仍首推駕車和搭乘客運為次之的選擇。有部份人則搭乘遊艇至碧水的新港；早期尚可見到人們自悉尼港的曼利而騎馬抵達碧水。有些客運公司則提供旅客包含住宿的觀光服務；下榻的旅館多位於蒙娜維爾區，沿著碧水路而建。蒙娜維爾是當地的鬧區，四通八達。

## 議會
碧水議會有議席9座，全市分3選區，各區選出議員3名代表市民和納稅人問政；市長非直選。

## 碧水的著名運動
碧水是悉尼人與觀光客的運動勝地，許多休閒活動和社團皆常見於此，包括：
- 澳式足球
- 田徑
- 籃球
- 冰壺
- 板球
- 騎馬
- 釣魚
- 足球
- 聯盟式橄欖球
- 橄欖球
- 高爾夫
- 曲棍球
- 籃網球
- 高崖跳傘
- 帆船（遊艇與小艇、滑浪風帆、風箏衝浪）
- 壘球
- 回力球
- 救援
- Surf Life Saving Club
- 衝浪
- 游泳
- 網球
- 龍舟
- 划船

## 姊妹市
- 美國伊利諾州威爾梅特